# La mano (Eriksson e Lange)
La mano è un monumento in memoria degli svedesi che morirono durante la guerra civile spagnola la maggior parte dei quali combatté nel battaglione Thälmann .Si trova a Katarinavägen a Södermalm, nel centro di Stoccolma . Il monumento fu progettato dall'artista Liss Eriksson e realizzato insieme allo scultore George Lange. L'opera in granito fu completato nel 1977 . Sul piedistallo si legge:
(Testo della statua)
Göran Lange ha anche realizzato la mappa della Spagna in pietra che si trova sul terreno accanto alla statua. Su di esso sono incisi le battaglie più importanti. A Skövde c'è una piccola copia bronzea dell'opera d'arte .